# Атомиум
Ато́миум (нидерл. и фр. Atomium) — одна из главных достопримечательностей Брюсселя; был спроектирован к открытию Всемирной выставки 1958 года бельгийским инженером Андре Ватеркейном как символ атомного века и мирного использования атомной энергии. Возведением сооружения руководили архитекторы братья Андре и Жан Полак.
Сооружение, покрытое изначально алюминиевым слоем, а после завершённого в феврале 2006 года капитального ремонта — стальной оболочкой, состоит из девяти сфер («атомов»), которые объединены в конструкцию, изображающую кубический фрагмент кристаллической решётки железа, увеличенный в 165 млрд раз. Высота Атомиума составляет 102 м, масса — около 2400 тонн, а диаметр каждой из девяти сфер — 18 м. Шесть из них доступны для посетителей. Сферы соединены между собой трубами длиной 23 м, содержащими эскалаторы и соединительные коридоры. Всего между шарами существует 20 соединительных труб. В средней из них находится лифт, способный за 25 секунд поднять посетителей к ресторану и обзорной платформе, находящимся в верхнем шаре Атомиума.
Непосредственно вблизи Атомиума расположена «Мини-Европа» — парк миниатюр с копиями наиболее знаменитых сооружений Европы в масштабе 1:25.
В 2003 году организация по управлению авторскими и смежными правами на коллективной основе «ARS» потребовала удалить с американского сайта изображения Атомиума, утверждая, что их использование на сайте без лицензии нарушает авторские или смежные права.

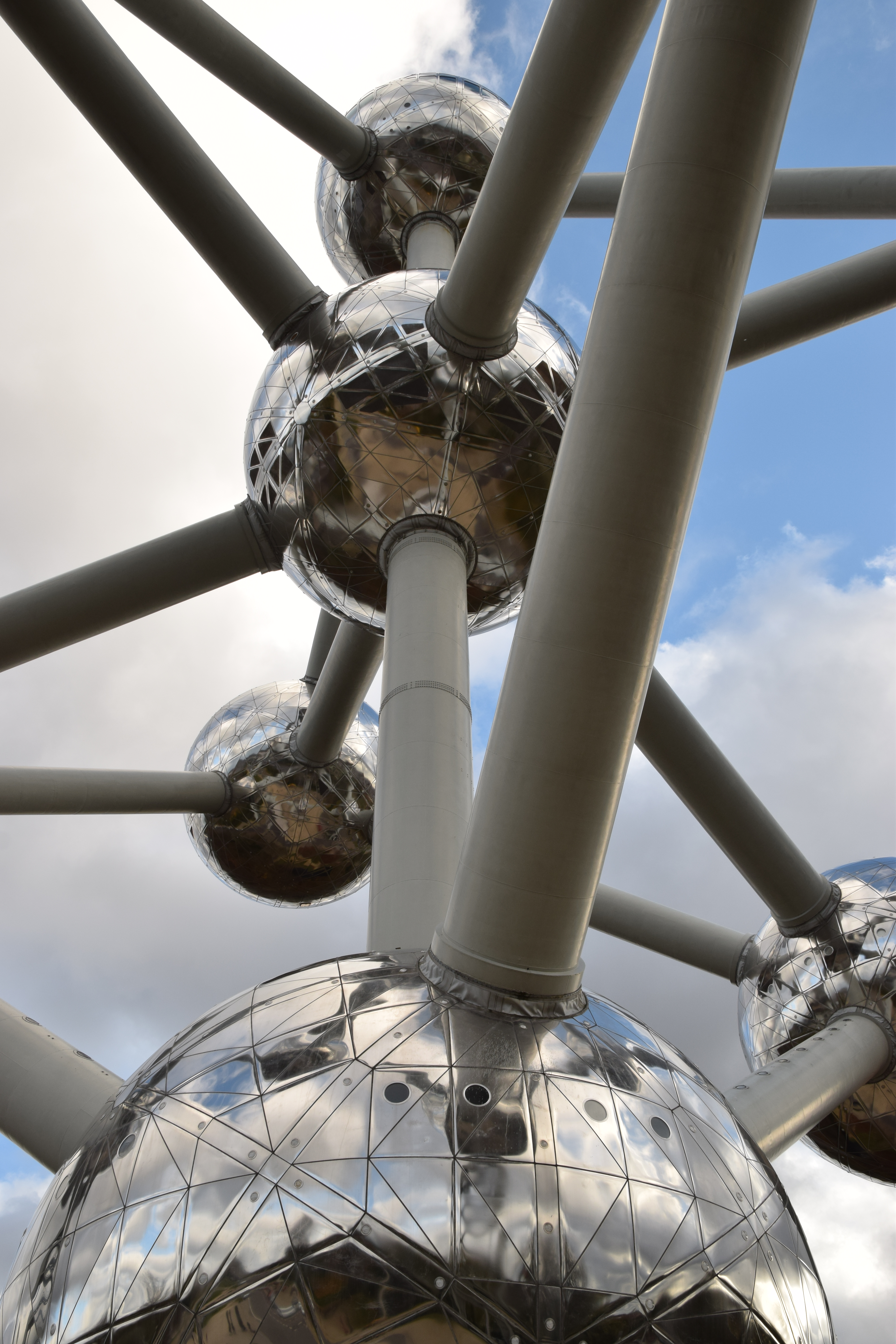
Вид снизу
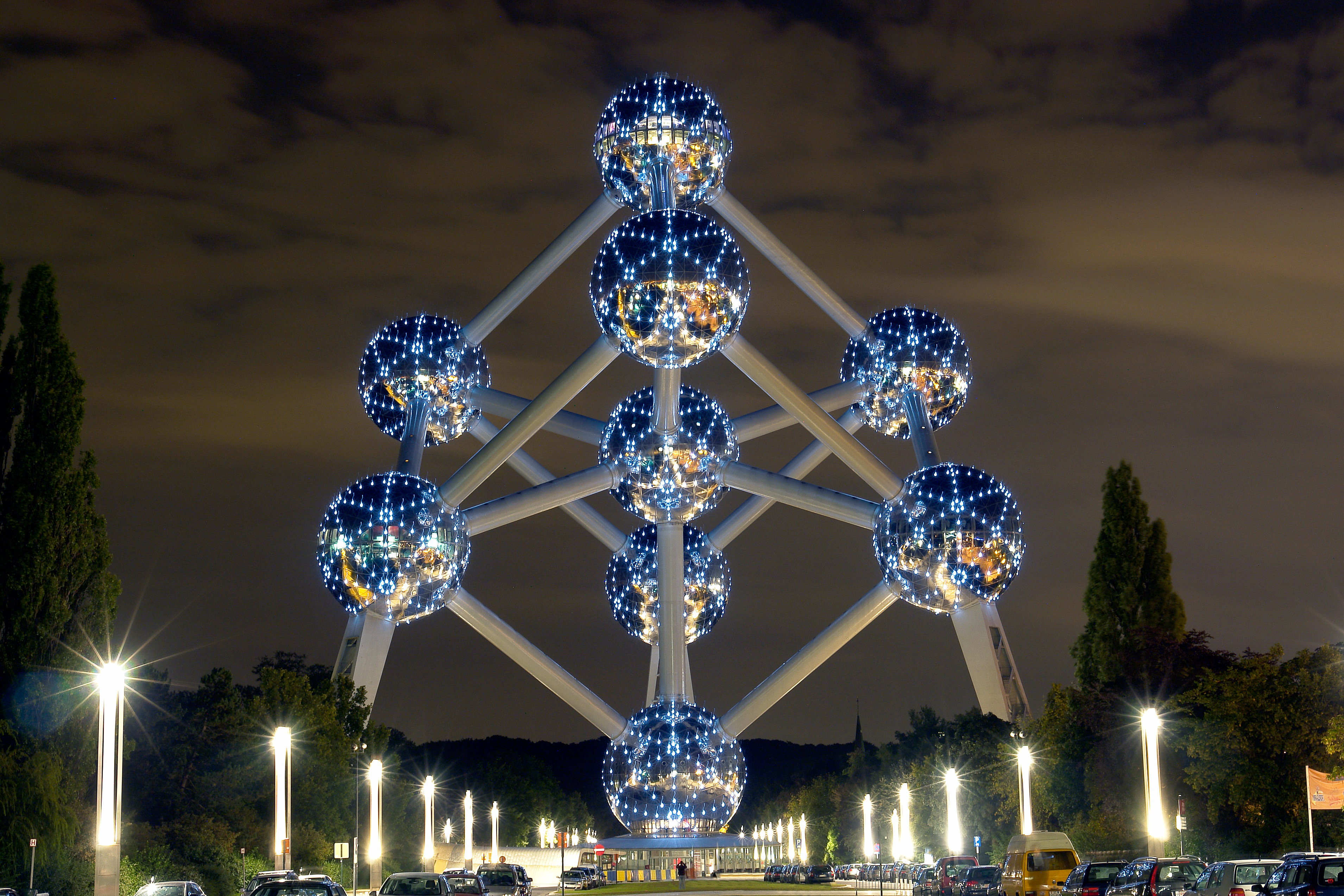
Светодиодная подсветка
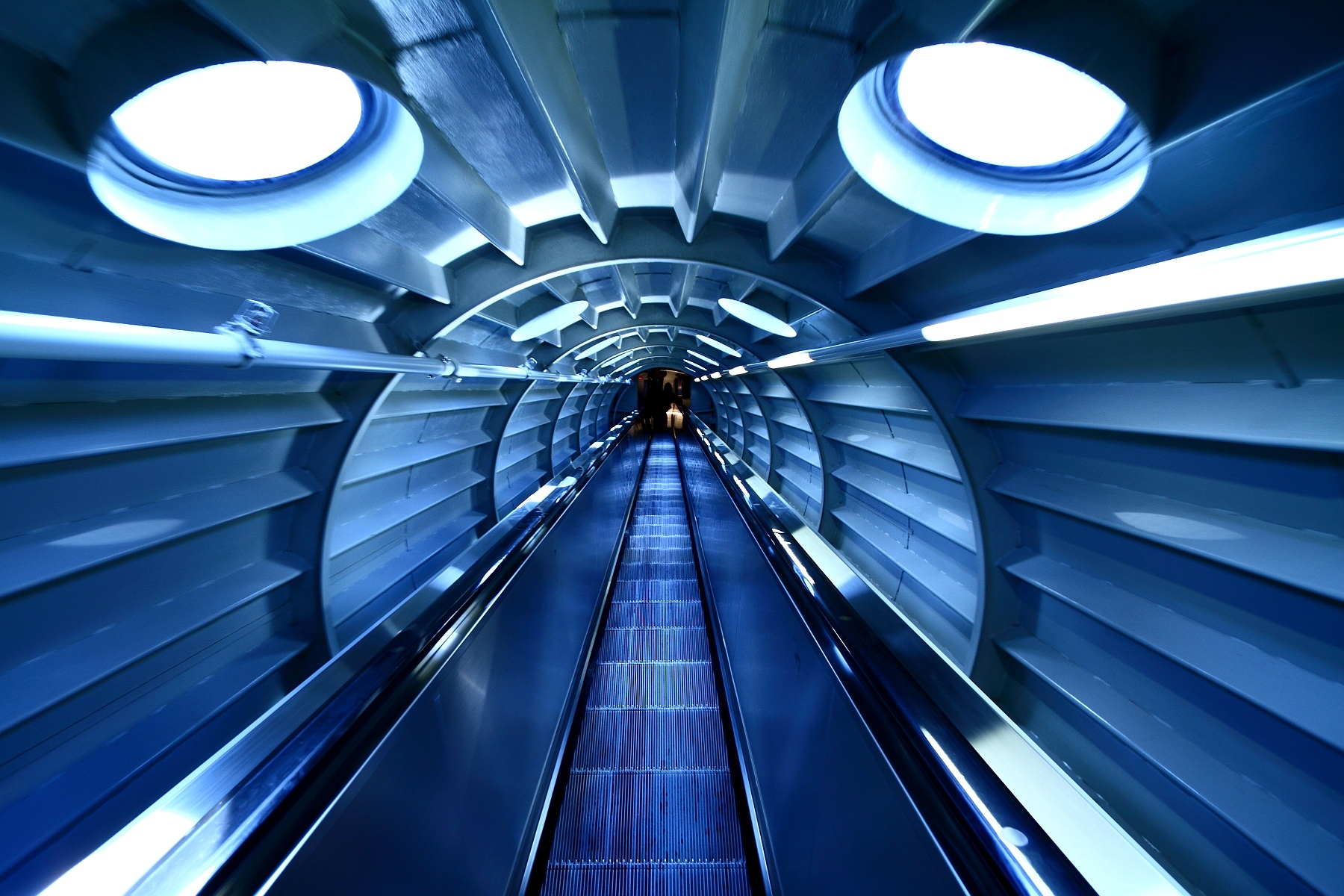
Один из соединяющих сферы эскалаторов
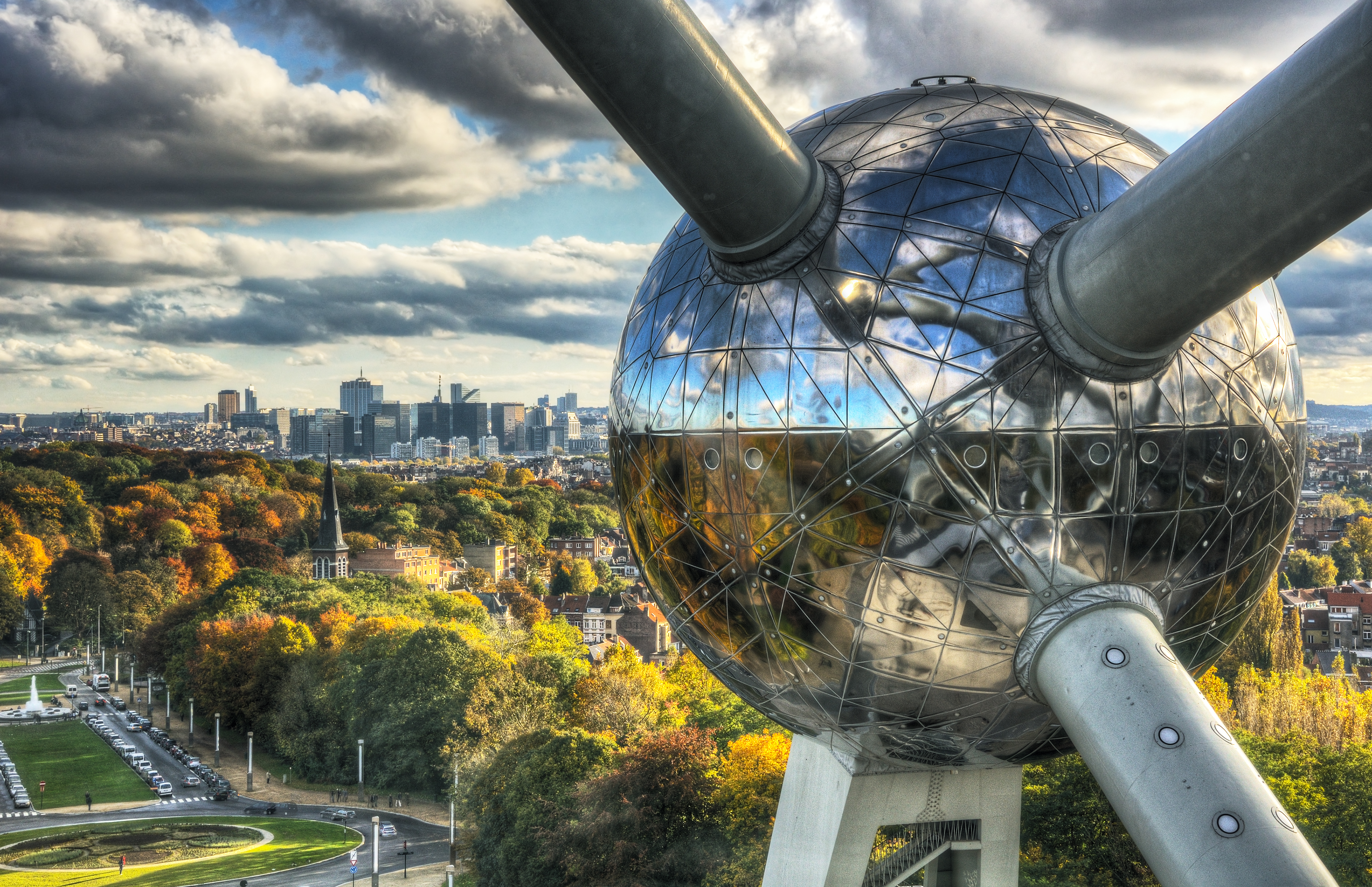
Вид изнутри
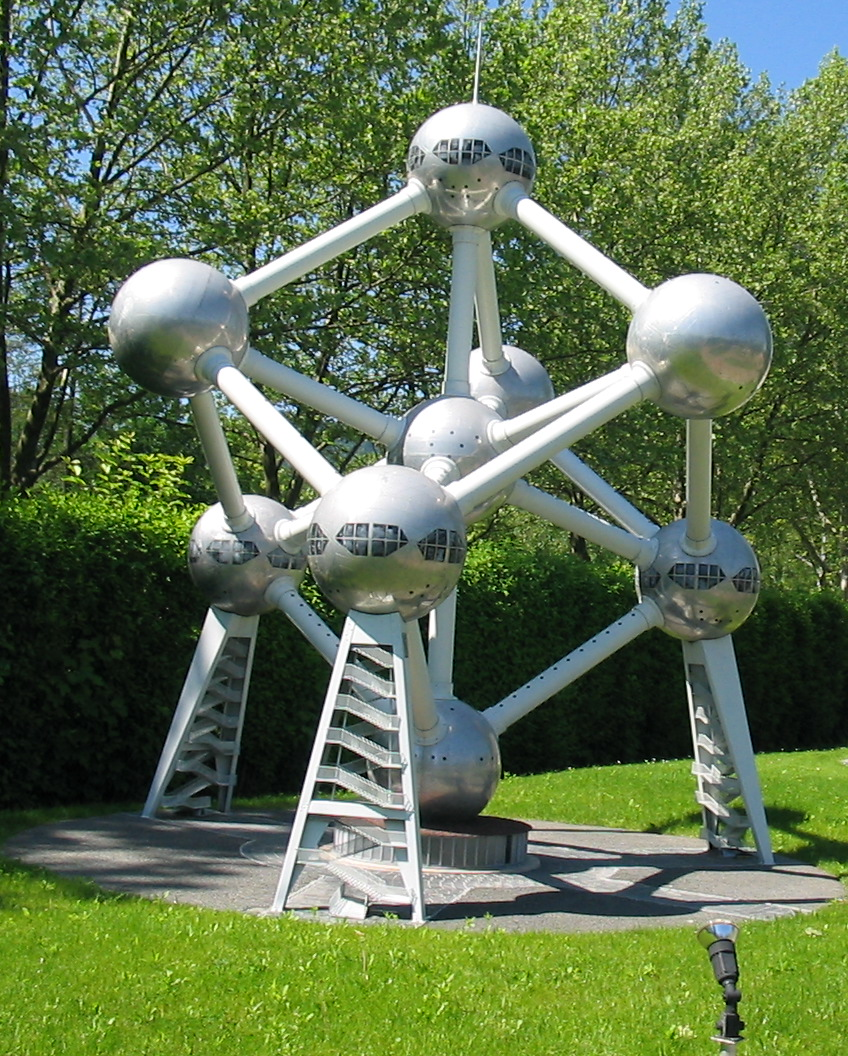
Модель в парке миниатюр Минимундус (Австрия)

## В искусстве
Атомиум упомянут в повести братьев Стругацких «Понедельник начинается в субботу» при описании наряда Наины Киевны Горыныч — сотрудницы НИИЧАВО, смотрителя музея ИЗНАКУРНОЖ (Избушка на курьих ножках):

Голова бабки поверх чёрного пухового платка, завязанного под подбородком, была покрыта весёленькой капроновой косынкой с разноцветными изображениями Атомиума и с надписями на разных языках: «Международная выставка в Брюсселе».
— Братья Стругацкие, «Понедельник начинается в субботу», 1965